# ريتشي ألاغيتش
ريتشي ألاغيتش (بالإنجليزية: Richie Alagich)‏، من مواليد 30 أكتوبر 1973 في أديليد في أستراليا ، لاعب كرة قدم أسترالي.
يلعب مع نادي أديليد يونايتد.

## روابط خارجية
- ريتشي ألاغيتش على موقع الاتحاد الدولي (مؤرشف)  (الإنجليزية)
- ريتشي ألاغيتش على موقع قاعدة بيانات كرة القدم.إي يو (الإنجليزية)
- ريتشي ألاغيتش على موقع عالم كرة القدم.نت (الإنجليزية)
- ريتشي ألاغيتش على موقع كووورة